# Russ Freeman
Russell Freeman (Chicago, Illinois, 28 de mayo de 1926-Las Vegas, Nevada, 27 de junio de 2002) fue un pianista y compositor estadounidense de jazz. No debe confundirse con Russ Freeman, el guitarrista del grupo The Rippingtons.

## Historial
Estudió música clásica en Los Ángeles (California), entre 1934 y 1938 y, después, toca con diversos grupos locales de jazz, incluidas las orquestas de Alvino Rey y Skinny Ennis. En 1946 se introduce en el bebop de la mano del trombonista Jimmy Knepper, y con Dexter Gordon, antes de convertirse en uno de los músicos más activos del estilo West Coast. Tocará con el trompetista Howard McGhee, Wardell Gray, Art Pepper, Stan Getz, Howard Rumsey y Shelly Manne, con quien graba su primer disco como líder de sesión (1955). Antes había obtenido gran éxito tocando en el quinteto de Chet Baker. A partir de 1955 colabora ininterrumpidamente con el Tiffany Club, hasta 1965, salvo un periodo de giras con Benny Goodman (1958-59).
A pertir de mediados de la década de 1960, se dedica a realizar arreglos para danza y a su propio negocio editorial. En los años 1970 trabaja para la televisión, permaneciendo alejado de los circuitos de jazz. Vuelve a ellos en 1978, con Ralph Burns y Art Pepper, además de varias sesiones con Bill Watrous y Sonny Stitt. Nuevamente alejado de los circuitos, reaparece en 1982 junto a Shelly Manne.